# Gumeracha
Gumeracha är en ort i Australien. Den ligger i kommunen Adelaide Hills och delstaten South Australia, omkring 28 kilometer nordost om delstatshuvudstaden Adelaide.
Trakten runt Gumeracha består till största delen av jordbruksmark. Runt Gumeracha är det glesbefolkat, med 18 invånare per kvadratkilometer. Genomsnittlig årsnederbörd är 593 millimeter. Den regnigaste månaden är juli, med i genomsnitt 95 mm nederbörd, och den torraste är december, med 13 mm nederbörd.